# 向阳街道 (吉林市)
向阳街道，是中华人民共和国吉林省吉林市船营区下辖的一个乡镇级行政单位。

## 行政区划
向阳街道下辖以下地区：
华南社区、北安社区、洮南社区、昆明社区和天北社区。